# Wilhelm Denz

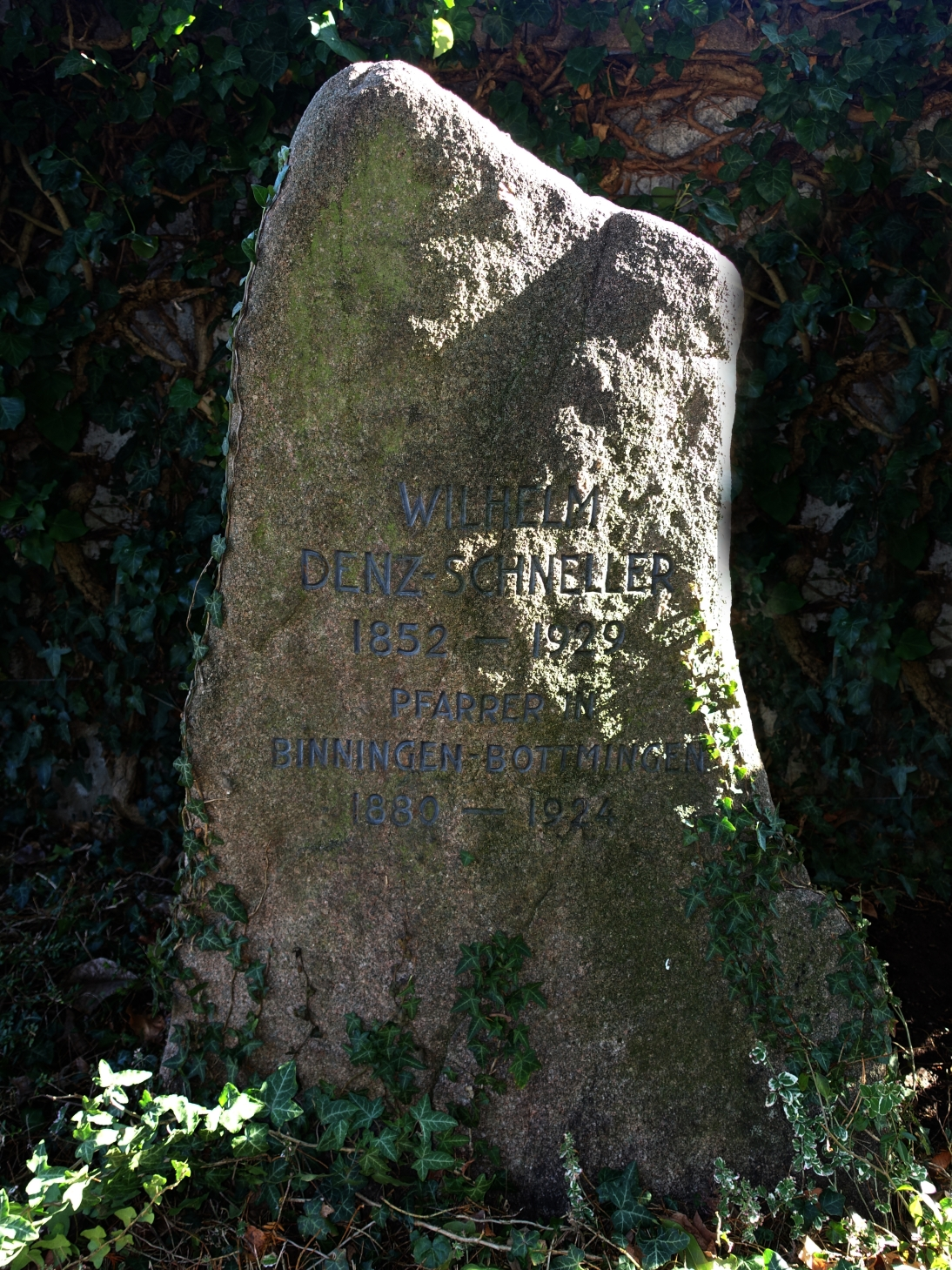
Grab auf dem Friedhof Sankt Margarethen (Nord), Binningen

Christian Wilhelm Denz (* 4. April 1852 in Davos Glaris; † 13. Dezember 1929 in Basel) war ein Schweizer reformierter Pfarrer.
Denz studierte Theologie an den Universitäten Basel, Tübingen und Berlin. Von 1875 bis 1880 war er Pfarrer in Tamins-Reichenau und von 1880 bis 1924 in Binningen. Dort war er sehr aktiv; u. a. für seinen Einsatz für Tuberkulosekranke wurde nach ihm die Wilhelm Denz-Strasse in Binningen benannt.